# Trent Acid
Michael Verdi (12 novembro de 1980 - 18 de junho de 2010) foi um lutador americano de wrestling profissional mais conhecido pelo seu nome no ringue de Trent Acid. Verdi havia trabalhado como um lutador de duplas na maioria de sua carreira, principalmente como parte dos The Backseat Boyz com Johnny Kashmere em várias promoções independentes na América, incluindo Combat Zone Wrestling, Pro Wrestling Unplugged e Ring of Honor. Acid também trabalhou em carreira individual em várias promoções, incluindo Juggalo Championship Wrestling.

## No wrestling
- Movimentos de finalização
  - The Acid Bomb[1] (Inverted crucifix powerbomb)
  - Acid Drop / Shovel Driver (Lifting falling inverted DDT ou um inverted brainbuster)
  - Acid Trip (Corkscrew plancha)
  - Running arched big boot[3]

- Movimentos secundários
  - Acid Lock (Full nelson camel clutch)
  - Acid Burn (Sitout powerbomb)
  - Acid Rain (Springboard corkscrew senton)
  - Hurricanrana
  - Diving leg lariat
  - Full nelson slam
  - Reverse frankensteiner
  - Roaring elbow[3]
  - Rope hung guillotine leg drop[3]
  - Spin-out powerbomb
  - Lifting DDT
  - Springboard em qualquer um back elbow ou um tornado DDT[3]

- Alcunhas
  - "Holy"[3]
  - "The Savior of JCW"[3]
  - "The International Superstar"

## Campeonatos e prêmios
- Assault Championship Wrestling
  - ACW Tag Team Championship (1 vez) – com Johnny Kashmere[4]

- Big Japan Pro Wrestling
  - BJW Junior Heavyweight Championship (1 vez)[1]

- Combat Zone Wrestling
  - CZW Iron Man Championship (1 vez)[5]
  - CZW World Junior Heavyweight Championship (3 vezes)[6]
  - CZW Tag Team Championship (4 vezes) – com Johnny Kashmere[7]
  - Best of the Best (2002)
  - Hardcore Hall of Fame (2010)[8]

- East Coast Wrestling Association
  - ECWA Tag Team Championship (1 vez) – cpm Johnny Kashmere[9]

- Eastern Wrestling Federation/Hardway Wrestling
  - HW Tag Team Championship (3 vezes) – com Johnny Kashmere

- Grande Wrestling Alliance
  - GWA Lightweight Championship (1 vez)

- Jersey All Pro Wrestling
  - JAPW Tag Team Championship (3 vezes) – com Johnny Kashmere (2) e Billy Reil (1)[10]

- Juggalo Championship Wrestling
  - JCW Heavyweight Championship (1 vez)

- National Championship Wrestling
  - NCW Tag Team Championship (1 vez) – com Johnny Kashmere[11]

- New Millennium Wrestling
  - NMW Tag Team Championship (1 vez) – com Billy Reil

- Phoenix Championship Wrestling
  - PCW Tag Team Championship (1 vez) – com Johnny Kashmere

- Pro Wrestling Syndicate
  - PWS Heavyweight Championship (1 vez)[1]

- Pro Wrestling Unplugged
  - PWU Heavyweight Championship (1 vez)[1]

- Ring of Honor
  - ROH Tag Team Championship (1 vez) – com Johnny Kashmere[12]

- United States Xtreme Wrestling
  - UXW Heavyweight Championship (1 vez)[13]
  - UXW Xtreme Championship (1 vez)[14]
  - UXW United States Championship (1 vez)[15]
  - UXW Tag Team Championship (1 vez) – com Mike Tobin[16]

- Urban Wrestling Alliance
  - UWA Light Heavyweight Championship (2 vezes)
  - UWA Tag Team Championship (1 vez) – com Billy Reil